# San Francisco International Pop Festival
Das San Francisco International Pop Festival fand am 26. und 27. Oktober 1968 in den Alameda County Fairgrounds statt.
Es traten auf (in alphabetischer Reihenfolge):
- The Animals
- Canned Heat
- Chambers Brothers
- Creedence Clearwater Revival
- Deep Purple
- José Feliciano
- Fraternity of Man
- The Grass Roots
- Iron Butterfly
- The Loading Zone
- Buddy Miles
- Procol Harum
- Rejoice
- Johnny Rivers